# Pesto
Pesto er en italiensk sauce af friske basilikumblade, hvidløg, pinjekerner, olivenolie, Parmigiano Reggiano-ost og salt. Pesto spises ofte med pasta, kiks eller brød og serveres til salater.
Oprindeligt indeholdt saucen ikke basilikum. Ost og olivenolie var hovedingredienserne.
I industrien erstattes pinjekerner ofte af cashewnødder eller valnødder, da de er billigere og har den samme konsistens. Parmigiano Reggiano-osten erstattes også ofte af billigere ostetyper som  Grana Padano.